# Франк Ширмахер (награда)
Международната литературна награда „Франк Ширмахер“ (на немски: Frank-Schirrmacher-Preis) е учредена през 2015 г. от Фондация Франк Ширмахер в памет на немския журналист и есеист Франк Ширмахер (1959-2014).
Отличието удостоява лица и тяхното дело „за изтъкнати постижения при разбирането на съвременната история“.
Присъждането се извършва с ежегодна смяна на мястото: в Берлин, в Цюрихския университет и в рамките на лекционната поредица „Eventi Letterari“ в Аскона.
Наградата е в размер на 20 000 швейцарски франка.

## Носители на наградата
- 2015: Ханс Магнус Енценсбергер[1]
- 2016: Мишел Уелбек[2]
- 2017: Джонатан Франзен[3]
- 2018: Даниел Келман[4]
- 2019: Ай Уейуей[5]
- 2021: Питър Тил[6]
- 2022: Аян Хирси Али[7]
- 2024: Ева Илуз[8]